# Édifice Connaught
L'édifice Connaught est un immeuble à bureau qui est la propriété de Services publics et Approvisionnement Canada. Il est situé au 555 avenue MacKenzie, juste au sud de l'ambassade américaine. La façade est de l'édifice donne sur le marché By, alors que la façade ouest donne sur l'avenue MacKenzie et le parc Major's Hill. L'édifice sert de siège social à l'agence du revenu du Canada.

## Histoire
Au tournant du XXe siècle, les édifices de la colline du Parlement commençaient à être à l’étroit pour héberger à la fois la fonction publique et les parlementaires. Cet édifice de style néo-Tudor et néo-gothique a été dessiné par l'architecte David Ewart, qui avait déjà construit le musée commémoratif Victoria et la Monnaie royale canadienne. La construction de l'édifice a débuté en 1913, mais le déclenchement de la Première Guerre mondiale et d'autres problèmes ont grandement ralenti la construction. Il a été complété en 1915 et il a servi au départ comme entrepôt pour la douane canadienne. Il a été nommé en l'honneur du duc de Connaught, troisième fils de la reine Victoria, qui a été gouverneur-général du Canada entre 1911 et 1916. L'édifice avait à l'origine un niveau au sous-sol et 7 niveaux hors-sol. En 1971, il a subi une vaste campagne de rénovation et deux niveaux furent ajoutés, un au sous-sol et un hors-sol, en profitant des hauts plafond du rez-de-chaussée et du sous-sol.
L'édifice Connaught a été désigné lieu historique national du Canada en 1990 parce que l'édifice concrétise l'engagement de Wilfrid Laurier à embellir la capitale. Il est aussi considéré comme l'un des chefs-d’œuvre de David Ewart.
Il a aussi été classé comme édifice fédéral du patrimoine, le plus haut niveau de protection patrimoniale pour une propriété du gouvernement fédéral.